# Nessie
Čudovište iz Loch Nessa još zvano Nessie ili Ness (galski Niseag) je mitološko stvorenje ili grupa stvorenja za koje se vjeruje da žive u jezeru Loch Ness, dubokom čistovodnom jezeru koje se nalazi blizu grada Inverness u sjevernoj Škotskoj. U kriptozoologiji, Nessie je kategorizirana kao kriptid iz kategorije tzv. jezerskih čudovišta. Među istraživačima, najpopularnija je pretpostavka da se radi o preživjeloj vrsti pleziosaura, odnosno populaciji pleziosaura koji obitavaju u dubinama jezera.
U zadnjih sedamdesetak godina uložena su velika sredstva i najmodernija tehnologija, uključujući sonare, ne bi li se otkrila neman iz jezera, ali bez konačnog rezultata.
Zajedno s Bigfootom i Jetijem je jedna od najvećih misterija kriptozoologije. Mnogi znanstvenici i stručnjaci smatraju dosad predstavljene dokaze za Nessieno postojanje ili varkom ili krivom identifikacijom.

## Opis čudovišta iz Loch Nessa
Većina očevidaca opisuje Nessie kao veliku životinju s dvije ili tri grbe što vire iz vode. Duljina joj se procjenjuje na 5 do 10 metara, iako postoje i tvrdnje o mnogo većim primjercima, ima dugi, tanki vrat, malu glavu te dugo tijelo s perajama i debelim repom.

## Povijest
Legenda o čudovištu iz Loch Nessa spominje se još u srednjem vijeku. Prema životopisu svetog Kolumbana s Ione (521. – 597.), napisanom u 7. stoljeću, opisuje se kako je taj svetac protjerao čudovište što je upravo ubilo nekog čovjeka.
Nadalje, u 16. stoljeću, Hector Boece u svojoj Povijesti Škotske piše kako je neman izjurila iz jezera, srušila okolno drveće, ubila trojicu ljudi i potom se vratila u jezero. O nemani se pisalo i tijekom 18. i 19. stoljeća, ali ne spominje se u kronikama dvorca Urquhart koji se nalazi uz jezero.
Suvremena priča o čudovištu iz Loch Nessa započela je u lipnju 1930. godine, kada su tri ribiča navodno spazila neman. Ispričali su da je vidljivi dio životinje bio dug preko šest metara.
Godine 1933. proširen je i osuvremenjen put uz sjevernu obalu jezera, što je imalo za posljedicu češća prijavljivana viđenja čudovišta iz jezera. Prvo viđenje dogodilo se 14. travnja iste godine kada je bračni par Mackay iz automobila vidio ogromnu životinju kako se prevrće u vodi. Nešto kasnije, 22. srpnja, bračni par Spicer, također je ispričao o viđenju životinje iz jezera o čemu su izvjestile i novine. Nakon toga, uslijedila je prva navala reportera i znatiželjnika na jezero u želji da snime navodnu neman.

## Vanjske poveznice
|  | Zajednički poslužitelj ima još gradiva o temi Nessie |

- Službene stranice (engl.) Čudovište iz Loch Nessa
- Loch Ness monster information website (engl.)